# Stuart Freeman

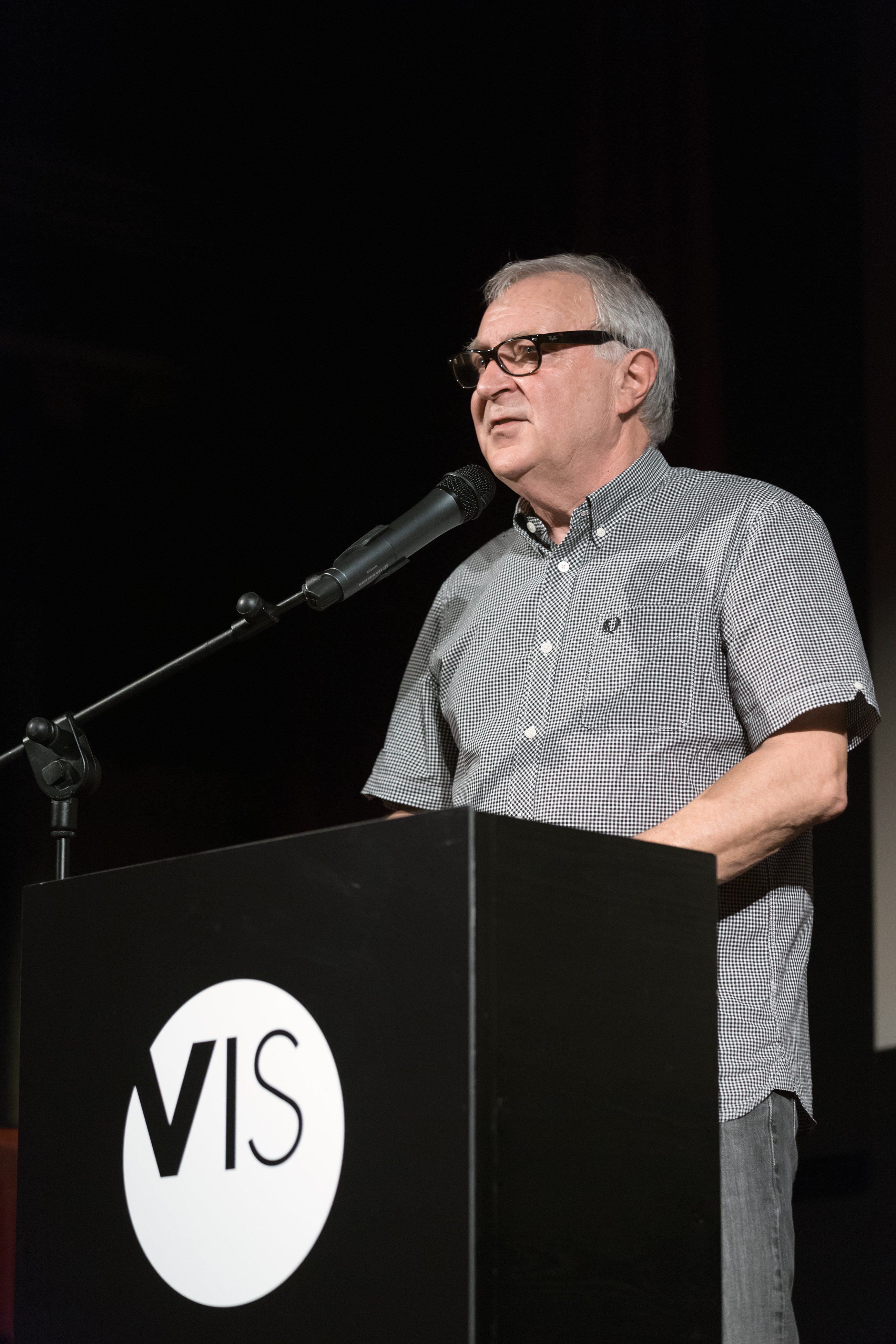
Stuart Freeman (Moderation der VIS-Preisverleihung 2016)

Stuart Freeman (* 4. Oktober 1954 in Blackpool, England) ist Radiomoderator bei FM4.
Er schrieb für das „Blues and Soul“-Magazin und wirkte als DJ in Soul Clubs im Norden Englands. Nach seiner Tätigkeit als Moderator für die American Forces in Deutschland zog er in die walisische Stadt Swansea, wo er die Sendung „Soul Time“ der britischen Radiostation Swansea Sound moderierte. Als 1979 in Österreich der englischsprachige Sender Blue Danube Radio geschaffen wurde, moderierte er zeitweise die „Breakfast Show“. Schließlich wurde das Fernsehen auf ihn aufmerksam und es folgten Jobs als Nachrichtenmoderator und Continuity announcer bei HTV (seit 2006 ITV Wales and West) und als Sportreporter bei ITVs „World of Sport“.
1988 nahm Freeman einen Job als Head of Presentation bei der Radiostation 2CR in Bournemouth an. 1990 kam er vorübergehend erneut nach Wien zu Blue Danube Radio. 1992 kehrte er für zwei Jahre nach England zurück und war bei Essex-Radio tätig. Seit 1994 lebt Freeman wieder in Wien, moderierte zunächst bei Blue Danube Radio das „Continental Breakfast“ und seit 2000 auf FM4 die „Morning Show“.
2016 wurde er beim Österreichischen Radiopreis als bester Moderator ausgezeichnet.